# Egerton Gardens
Egerton Gardens est une rue et un jardin communautaire, appelé ici square, de Londres.

## Situation et accès
Située à Chelsea, cette rue se trouve à la hauteur de l’oratoire de Londres, de l’autre côté de Brompton Road.
Le Victoria & Albert Museum se trouve à proximité.
Le quartier est desservi par les lignes  Circle  District  Piccadilly à la station South Kensington.

## Origine du nom

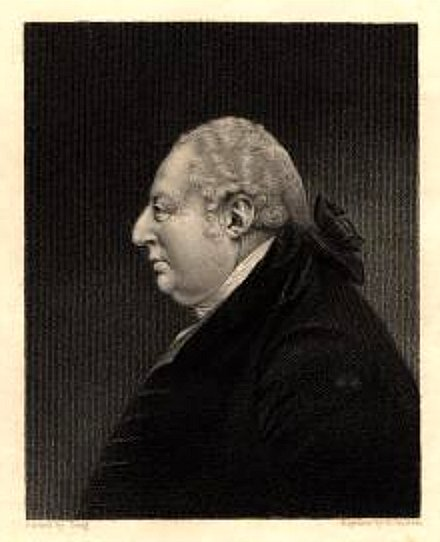
Francis Egerton, 3e duc de Bridgewater.

Comme la rue Egerton Crescent voisine, elle perpétue la mémoire de Francis Egerton (1736-1803), 3e duc de Bridgewater.

## Historique
Une grande partie a été construite par Alexander Thorn et l'architecte était probablement Maurice Charles Hulbert.
Historiquement, pendant plus de 800 ans, le secteur faisait partie de Brompton. Cette église est reconnue par le nom de sa paroisse Holy Trinity Brompton.

## Bâtiments remarquables et lieux de mémoire
Les maisons remarquables incluent Mortimer House .
- No 22-28 : hôtel Franklin, créé en réunissant quatre maisons.
- No 31 : bâtiment construit par Thomas Henry Smith pour le lieutenant-colonel William Wetherly, aujourd'hui divisé en appartements.

### Résidents notables
- No 1 : amiral Sir Michael Seymour.
- No 17 : major-général Charles Edmund Webber, premier occupant de la rue, en 1887.
- No 31 : Sir Ronald Waterhouse, juge, a vécu dans un appartement entre 1957 et 1958 [3].
- No 38 : William Romilly, 2e baron de Romilly, décédé dans un incendie avec deux domestiques en 1891.
- No 41 : Sir Guy Stephenson, avocat, jusqu'à sa mort en 1930 [4].
- No 49 : Valentine Browne, 5ème comte de Kenmare en 1907 (au moins) [5].
- No 53 : Florence Tyzack Parbury, citoyenne, auteure, musicienne, peintre et voyageuse.